# Sonic e gli Anelli Segreti
Sonic e gli Anelli Segreti (ソニックと秘密のリング?, Sonikku to Himitsu no Ringu, lett. Sonic e l'Anello Segreto), è un videogioco della serie Sonic the Hedgehog, ambientato nel mondo delle mille e una notte.
È il quindicesimo titolo principale della serie e il primo gioco di Sonic a uscire su Wii.
Nel 2009, è stato pubblicato il sequel Sonic e il Cavaliere Nero, sempre su Wii. I due giochi formano la duologia Storybook.
È stato depennato nel 2010, in seguito alla decisione di SEGA di rimuovere tutti i titoli Sonic con punteggi misti su Metacritic dai negozi, al fine di aumentare il valore del marchio, dopo recensioni positive per Sonic the Hedgehog 4 Episodio 1 e Sonic Colours.

## Trama
Tutto inizia con Sonic the Hedgehog che si sveglia in casa sua perché sentiva una voce provenire da un ring apparso accanto a lui. Appena lo prende, appare Shahra, una dolce genio dell'anello, che gli comunica che uno spirito maligno chiamato Erazor Djinn stava assorbendo il potere delle Mille e una notte per conquistare il mondo reale.
Sonic decide subito di fermarlo e, grazie a Shahra, entra nel mondo delle fiabe arabe dove quasi subito incontra Erazor Djinn che lancia una specie di "Fiamma del Giuramento" contro Shahra, ma Sonic si fa colpire al suo posto e così è costretto a prendere i Sette Anelli Mondiali (Seven World Rings), anelli colorati pieni di sentimenti e di emozioni, e portarli a lui prima che la fiamma si spenga, altrimenti morirà. Sonic inizia a raccoglierli e quando trovano Erazor nel suo rifugio, Shahra, non avendo scelta, consegna gli Anelli a Erazor, ma Sonic tenta di fermarla e alla fine lei si sacrifica per salvarlo, morendo. 
Erazor Djinn assorbe parte del potere degli Anelli e diventa Alf-Layla-wa-Layla dicendo: "Io sono le Mille e una notte...". Infuriato, Sonic assorbe l'energia degli altri anelli, quelli della rabbia (rosso), dell'odio (verde) e della tristezza (viola), i sentimenti che provava in quel momento, e si trasforma così in Dark Spine Sonic, la trasformazione con la quale affronta il malvagio Erazor Djinn.
Dopo averlo sconfitto, Sonic tira fuori la lampada di Erazor (lui era il genio della lampada diventato cattivo) e lo costringe a esaudire i suoi tre desideri: far tornare Shahra in vita, riportare le Mille e una notte allo stato normale e che Erazor non possa più uscire dalla lampada. Dopo di ciò, Sonic saluta Shahra e torna nel suo mondo. Tutto si conclude con il titolo di "Aladino e la Lampada Magica" che cambia nome in "Sonic e gli Anelli Segreti".

## Personaggi
| Personaggio               | Ruolo (ne Le mille e una notte) | Doppiatore originale | Doppiatore americano |
| ------------------------- | ------------------------------- | -------------------- | -------------------- |
| Sonic the Hedgehog        | Darkspine Sonic                 | Jun'ichi Kanemaru    | Jason Griffith       |
| Sharha, il genio del Ring | Genio della lampada             | Mai Nakahara         |                      |
| Erazor Djinn              | Genio della lampada             | Masashi Ebara        |                      |
| Miles "Tails" Prower      | Alì Babà                        | Ryō Hirohashi        | Amy Palant           |
| Knuckles the Echidna      | Sindbad il marinaio             | Nobutoshi Canna      | Dan Green            |
| Dr. Eggman                | Re Shahriyār                    | Chikao Ōtsuka        | Mike Pollock         |
| Re Salomone               | Salomone                        | Fubito Yamano        |                      |
| Alf Layla wa-Layla        | nessuno                         | Masashi Ebara        |                      |
| Amy Rose                  | nessuno                         | Taeko Kawata         | Lisa Ortiz           |
| Shadow the Hedgehog       | nessuno                         | Kōji Yusa            | Jason Griffith       |
| Cream the Rabbit          | nessuno                         | Sayaka Aoki          | Rebecca Honig        |
| Silver the Hedgehog       | nessuno                         | Daisuke Ono          | Pete Capella         |
| Blaze the Cat             | nessuno                         | Nao Takamori         | Bella Hudson         |
| Omochao                   | nessuno                         | Etsuko Kozakura      |                      |

## Sviluppo
Originariamente fu annunciato con il titolo Sonic Wild Fire.

## Accoglienza
| Testata                            | Giudizio |
| ---------------------------------- | -------- |
| Metacritic (media al 10-05-2020)   | 69/100   |
| GameRankings (media al 09-12-2019) | 70.71%   |
| IGN                                | 6.9/10   |

Sonic e gli Anelli Segreti ha ricevuto recensioni miste, ma perlopiù positive. Venne particolarmente apprezzata la grafica e il gioco stesso fu definito migliore di quelli usciti prima di allora, ma vennero criticati i controlli, il design di alcuni livelli, come ad esempio il posizionamento degli ostacoli, un livello di difficoltà incostante, il sistema di missioni e i momenti in cui Sonic si fermava e doveva andare dall'altra parte.
Come per altri giochi, Sonic e gli Anelli Segreti, seppure ritenuto migliore di quelli precedenti, non riuscì a soddisfare pienamente le aspettative del debutto di Sonic sulla Wii, così, nel 2010, venne depennato nel tentativo di rialzare il valore della serie. Marco Esposto di IGN lo trovò come un titolo che si faceva ben volere grazie a un approccio nuovo e interessante, che rendeva giustizia allo stile di gioco della serie, con una realizzazione tecnica apprezzabile e in generale l'atmosfera che funzionava bene.
Il gioco è stato un ottimo successo per SEGA, con 3 milioni di copie vendute finora.